# Ясмин, Сима
Сима Ясмин (англ. Seema Yasmin, род. 1982, Нанитон, Уорикшир) — британско-американский врач, писательница и научный коммуникатор из Стэнфордского университета. Она является директором по исследованиям и образованию в Стэнфордской инициативе по коммуникациям в области здравоохранения. Во время пандемии COVID-19 Ясмин помогла развенчать мифы о коронавирусе.

## Образование и начало карьеры
Ясмин родилась в Нанитоне, Уорикшир, Англия, и выросла в Лондоне в семье индийцев и бирманцев. Её мать, Ясмин Халима, родилась в Индии и является выдающимся научным сотрудником Института карьеры, которая занимается женским здоровьем. В возрасте семнадцати лет Ясмин решила, что хочет взять имя своей матери в качестве своей фамилии, и изменила своё имя с помощью юриста. Ясмин изучала биохимию в Лондонском университете королевы Марии и окончила его в 2005 году. Она переехала в Кембриджский университет, чтобы закончить аспирантуру по медицине. Она начала свою медицинскую карьеру в Национальной службе здравоохранения, проработав год в больнице Хомертонского университета. В 2010 году Ясмин получила стипендию Калифорнийского университета в Лос-Анджелесе для обучения клиническим исследованиям в Ботсване. Она переехала в США вместе с матерью. В 2011 году Ясмин присоединилась к Службе эпидемической разведки в качестве «детектива по болезням» в Центрах США по контролю и профилактике заболеваний, где она изучала вспышки заболеваний в тюрьмах, приграничных городах и резервациях американских индейцев. Изучая вспышку плотоядных бактерий среди народа навахо, Ясмин осознала силу эффективной научной коммуникации и поняла, что хочет использовать журналистику для изменения государственной политики.

## Карьера
В 2013 году Ясмин стала научным сотрудником Dalla Lana Global Journalism в Университете Торонто. Здесь она сосредоточилась на рассказе историй об эпидемиях, чтобы побудить других извлечь уроки из трагедии. Вскоре после получения стипендии Ясмин присоединилась к The Dallas Morning News в качестве репортёра. Её работа там включала освещение кризиса Эболы в Далласе и эпидемии насилия с применением огнестрельного оружия в США. Она была медицинским аналитиком CNN и вела еженедельный медицинский блок на партнёрском телеканале NBC 5 DFW. Одновременно она занимала должность профессора общественного здравоохранения в Техасском университете в Далласе. Ясмин прочитала лекцию Макговерна в Техасском университете в Остине в 2016 году, на которой она обсудила уроки, которые она извлекла, сообщая о чрезвычайных ситуациях в области общественного здравоохранения.
Ясмин присоединилась к Стэнфордскому университету в качестве научного сотрудника Джона С. Найта в 2017 году. Там она исследовала распространение дезинформации и лженауки во время эпидемий. В рамках этой стипендии Ясмин начала работать с журналом Wired, чтобы развенчать лженауку и дезинформацию на YouTube. Она выступила с докладом на мероприятии TEDx OakLawn в 2018 году. В 2019 году Ясмин была назначена директором Инициативы Стэнфордского университета по коммуникациям в области здравоохранения.
Во время пандемии COVID-19 Ясмин использовала социальные сети, подкасты и научно-популярные статьи, чтобы лучше информировать общественность о коронавирусной болезни. Она также интересуется «распространением мифов, мистификаций, слухов и откровенной лжи о вакцинах». Ясмин стала одним из самых надёжных экспертов в области общественного здравоохранения в социальных сетях. Она использовала вебинары, чтобы научить студентов тому, как ответственно сообщать о неотложных состояниях. В интервью Bumble Ясмин рассказала, как ходить на свидания во время пандемии. Сборник её эссе о здоровье и медицинской дезинформации из её газетной колонки «Развенчанные» был опубликован в 2021 году под названием «Вирусная чушь: медицинские мифы и почему мы в них влюбляемся».
Её вторая книга «Мусульманки — это всё» началась с разговора в твиттере, а закончилась шестизначной сделкой.

## Избранные публикации

### Рецензируемые научные статьи
- Ngugi, E. N.; Roth, E.; Mastin, Theresa; Nderitu, M. G.; Yasmin, Seema (1 сентября 2012). Female sex workers in Africa: Epidemiology overview, data gaps, ways forward. SAHARA-J: Journal of Social Aspects of HIV/AIDS. 9 (3): 148–153. doi:10.1080/17290376.2012.743825. ISSN 1729-0376. PMC 4560463. PMID 23237069.[33]
- Regan, Joanna J.; Traeger, Marc S.; Humpherys, Dwight; Mahoney, Dianna L.; Martinez, Michelle; Emerson, Ginny L.; Tack, Danielle M.; Geissler, Aimee; Yasmin, Seema; Lawson, Regina; Williams, Velda (1 июня 2015). Risk Factors for Fatal Outcome From Rocky Mountain Spotted Fever in a Highly Endemic Area—Arizona, 2002–2011. Clinical Infectious Diseases (англ.). 60 (11): 1659–1666. doi:10.1093/cid/civ116. ISSN 1058-4838. PMC 4706357. PMID 25697742.[34]

### Избранные труды
- The Impatient Dr. Lange: One Man's Fight to End the Global HIV Epidemic, ISBN 9781421426624 Joep Lange Institute. Seema Yasmin introduces her book The Impatient Dr. Lange. YouTube (31 августа 2018). Дата обращения: 1 ноября 2018.[35][36]
- Yasmin, Seema. Muslim women are everything : stereotype-shattering stories of courage, inspiration, and adventure / Seema Yasmin, Fahmida Azim. — Harper Collins, 2020. — ISBN 978-0-06-294703-1.[37][38]
- From Liberia, Ebola Survivors Report They Are Still Afflicted with Disabling Symptoms (англ.). Scientific American. Дата обращения: 11 мая 2020.[39]
- If God is a virus: poems :  [англ.]. — Haymarket Press, 2021. — ISBN 9781642594591.
- Yasmin, Seema (2021). Viral BS : medical myths and why we fall for them. ISBN 978-1-4214-4040-8.[30]
- Yasmin, Seema. What the fact?. — First. — New York, 2022. — ISBN 978-1-6659-0003-4.

## Награды и почести
- 2016 Премия Мэйборна Университета Северного Техаса[англ.] за научно-популярную литературу[40]
- 2016 Награда «Эмми» за документальный фильм «Скрытая угроза: целующийся жук и болезнь Шагаса»[41][42]
- 2017 John S. Knight Fellow в области журналистики[3]
- 2017 финалист Пулитцеровской премии[25][43]